# Taleje (rejon święciański)
Taleje (lit. Toleikos) – wieś na Litwie, w okręgu wileńskim, w rejonie święciańskim, w gminie Nowe Święciany.
Dawniej używana nazwa – Taleje II.

## Historia
W czasach zaborów wieś w gminie Janiszki, w powiecie wilejskim, w guberni wileńskiej Imperium Rosyjskiego. W 1866 roku miała 23 mieszkańców w 2 domach, należała do ks. Hohenlohe . W 1905 roku liczyła 19 mieszkańców, 36 dziesięcin.
W dwudziestoleciu międzywojennym zaścianek leżał w Polsce, w województwie wileńskim, w powiecie święciańskim, w gminie Kołtyniany.
W 1931 w 2 domach zamieszkiwało 10 osób.
Miejscowość należała do parafii rzymskokatolickiej w Nowych Święcianach. Podlegała pod Sąd Grodzki w Święcianach i Okręgowy w Wilnie; właściwy urząd pocztowy mieścił się w Nowych Święcianach.
Od 1945 roku w Litewskiej Socjalistycznej Republice Radzieckiej.
Od 1990 na niepodległej Litwie.